# 大谷香奈絵
大谷 香奈絵（おおたに かなえ、1982年5月30日 - ）は、長野放送 (NBS) のアナウンサー。

## 来歴
神奈川県川崎市出身。神奈川県立多摩高等学校、フェリス女学院大学文学部日本文学科卒業。大学在学中の2003年に、BSフジNEWSニュースキャスターを務め、その後アメリカ・インド・ブラジルなどに留学した。2006年4月、NBS長野放送 に入社し、現在に至る。
身長153cm、血液型はB型。趣味・特技は、ピアノ、フルート、習字、一輪車、マライヤム語会話(インド・ケーララ州で使われている)など。野菜ソムリエ、一輪車の公認指導者免許、書道7段　などの資格を持つ。
2012年に結婚したことを、2016年7月1日付のブログで公表している。
2016年9月3日から2018年3月25日まで、産休・育休の為、休職していた が、2018年3月26日より職場復帰した、2019年5月20日から2021年4月4日まで第2子の産休・育休のため休職していた。2022年7月15日から第3子の産休・育休中に入り、翌々年(2024年)4月より職場復帰。同年6月より、同局の番組『ふるさとライブ』にレギュラー出演している。

## 人物
- 一輪車
  - 一輪車演技で、史上最年少での元『全日本チャンピオン』である（この史上最年少記録は未だ破られていない）。また、一輪車の公認指導者免許も取得している。
  - 「三四六のスポーツ万歳!!」（2008年12月28日放送）で演技を披露した際、出演していた信濃グランセローズの小高大輔が司会の三四六に「あの人が一番すごいんですけど」と漏らし、同じくこの番組に出演していた松本山雅FCの小澤修一も自身のブログで「絶対ビビります。(中略) 一番すごいと思いました。」[6] とその技に驚嘆していた。
  - アナウンサーである現在も、長野県内で唯一、松本市にある一輪車チーム「ポリクローム」に所属し活動する。子どもたちに一輪車の指導をはじめ、自らも演技者として舞台に立っている。
- 音楽などの趣味・特技面
  - ピアノ、フルートが趣味であることもあり、絶対音感を持っている。ピアノは3歳から習い、高校までは音楽大学を目指していた[7]。コンクールで多数受賞したことのあるほどの腕前を持つ。フルートは高校・大学時代オーケストラ部に所属していた時に吹いていた。
  - 高校時代、ミュージカルで主役を演じた[8]。
- 大学時代、いろいろな国の人たちと交流がしたいと、非言語コミュニケーションについて学んだ。海外のボランティア活動にも積極的に参加し、社会的差別が色濃く残るインドの地域でトイレ作りをしたり、ブラジルの僻地でバナナ農園を手伝ったりした[7]。
- アナウンサーを目指す前は海外での保育士を目指し、実際学生時代にアメリカ・サンフランシスコで活動をしていた。保育士ではなくアナウンサーになった理由について、「病院のベッドの上でテレビを観て生活している祖母に、寂しい思いをさせたくなかった。アナウンサーになれば毎日顔をみせてあげられるから。」と信濃毎日新聞の取材に答えている。
  - 「土曜はこれダネッ!」を担当していた時のお天気コーナー『大谷香奈絵の「あした晴れるカナ?」』のフェルトのマスコットは、全て大谷の手作りであった。また、同コーナーでは、大谷が自身で撮った写真も披露していた。
  - 2010年10月に長野市のビッグハットで開催されたNBS主催のイベント「日本全国“こだわり”食の彩典 in 長野2010」で「土曜はこれダネッ！」オリジナルスープを販売した際に、大谷の原作・手書きによる小さな絵本「末吉くんとスープのおはなし」を、購入者各日先着100名（計300名）にプレゼントした[9]。
- 2010年7月24日から25日まで放送の『FNSの日26時間テレビ2010超笑顔パレード 絆 爆笑!お台場合宿!!』では、「FNS27局対抗! 三輪車12時間耐久レース O-1グランプリ2010」に、長野放送代表としてNBSの部長3人を率い、チーム唯一の女性ランナーとして参戦した。部長トリオは平均年齢50歳であった[10]。
- 2010年7月に放送された『NBS月曜スペシャル 江戸の面影〜香奈絵の木曽路旅日記』では、大谷が江戸の旅着物姿で木曽路を歩き、日記や絵を筆で綴った[11]。2011年2月に、第二弾として『香奈絵の中山道旅日記』が放送された[12]。
- 2011年3月26日の「土曜はこれダネッ！」で卒業し、28日から「NBSスーパーニュース」のキャスターに抜擢される。これにともない、部署が制作局から報道局に移動となり（アナウンサーの職籍はそのまま）、更に報道取材も行うようになる。「ただの『テレビの中の人』にはなりたくない」と、取材に飛び回る毎日をおくる。「弱い立場の人の気持ちをくみ取れるような取材をしていきたい」と語る[7]。
- 2011年3月11日の震災後と11月中旬には、職場の休みを利用して、東日本大震災で被害を受けた宮城県気仙沼市等へ、瓦礫撤去のお手伝いのボランティアへ行き、その模様は同年12月7、8日付の大谷のブログに掲載されている。
- NBSスーパーニュースの天気予報のコーナーでは、大谷が季節を切り自身で撮った写真やコラムが紹介されている。
- 2015年現在、天気予報のコーナーで大谷が書いたイラストが使用されることがしばしばある。
- 2016年に産休前の最後に「ガラスのうさぎ」の作者・高木敏子と取材で対面した。中学1年生の時に「ガラスのうさぎ」を読んで書いた読書感想文が全国大会で受賞される[13]。

## 現在の担当番組
- ふるさとライブ(2024年6月 - ）[5]

## 過去の担当番組
- NBSスーパーニュース(2011年4月 - 2015年3月）
- NBSだより
- 地デジ化だより
- NBSみんなのニュース（2015年4月 - 2016年9月）
- NBSプライムニュース みんなの信州（2018年4月2日 - 2019年3月26日、月・火曜担当）
- 土曜はこれダネッ!（2007年10月 - 2011年3月）
- NBSニュース（月曜）
- NBSみんなの信州（2021年4月6日 - 2022年3月、不定期リポーター）